# Àlex Granell Nogué
Àlex Granell Nogué (Girona, Catalunya, 2 d'agost de 1988), conegut com a Àlex Granell, és un futbolista professional català que juga com a centrecampista al Club Bolívar. Va ser internacional amb la selecció catalana

## Trajectòria
Nascut a Girona, Granell va començar la seva carrera amb el CE Farners i l'FC Palafrugell. Als 20 anys va fer el salt a la Tercera Divisió representant al CD Banyoles, AEC Manlleu, UE Llagostera i UE Olot, tots també de la seva regió natal. Amb el penúltim club, va aconseguir la promoció l'any 2011, jugant 34 partits i marcant tres gols. Per altra banda, amb l'últim club va aconseguir 9 gols durant la temporada 2011/12, sent el seu any amb més gols, i la UE Llagostera el va repescar per la següent temporada a la Segona Divisió B, però al no contar amb molts minuts durant la seva temporada debut en la categoria de bronze, va fitxar en el mercat d'hivern pel Cadis CF el 28 de desembre de 2012.
En acabar la temporada, després d'un bon rendiment i coneguda la renovació de Raül Agné, el Cadis CF va decidir no renovar-li el contracte.
L'1 d'agost de 2013, va signar per l'AE Prat de la mateixa categoria.
El 30 de juny de 2014, Granell va fitxar pel Girona FC que jugava a Segona Divisió, signant un acord de dos anys. El 24 d'agost del mateix any, va debutar a la competició, començant com a titular en una victòria a casa d'1-0 contra el Racing de Santander.
Granell va marcar el seu primer gol com a professional el 23 de novembre de 2014, marcant el segon gol en un triomf de 2-0 al Recreativo de Huelva. La temporada 2016-17, va contribuir amb dos gols en 31 partits, aconseguint la promoció a la Primera Divisió per primera vegada en la història del club gironí.
Granell va debutar a Primera Divisió el 19 d'agost de 2017, començant amb un empat (2-2) contra l'Atlètic de Madrid. El gener de 2018 va arribar a un acord amb el Girona per renovar amb l'entitat fins al 2021. El seu primer gol a primera divisió el va marcar el 31 de març de 2018 contra la Llevant UE a Montilivi.

## Internacional

### Catalunya
El 25 de març de 2019 va disputar amb la selecció catalana el partit contra Veneçuela, que va acabar amb victòria catalana per 2 a 1, a Montilivi.